# Pieńki Królewskie
Pieńki Królewskie – wieś w Polsce położona w województwie kujawsko-pomorskim, w powiecie grudziądzkim, w gminie Grudziądz.

## Podział administracyjny
W latach 1975–1998 miejscowość administracyjnie należała do województwa toruńskiego.

## Demografia
Według Narodowego Spisu Powszechnego (III 2011 r.) wieś liczyła 175 mieszkańców. Jest dwudziestą co do wielkości miejscowością gminy Grudziądz.

## Komunikacja publiczna
Komunikację do wsi zapewniają linie autobusowe Gminnej Komunikacji Publicznej.

## Obiekty zabytkowe
Na skraju wsi znajduje się kościół z początku XX wieku.

## Sport amatorski
We wsi funkcjonuje amatorski klub sportowy Ruch Pieńki Królewskie, prowadzący sekcje juniorską piłki nożnej.